# Héctor Guerra
Héctor Guerra (6 de agosto de 1978, Madrid) es un ciclista y triatleta español. Antes de dedicarse a la ruta, compitió de forma notable en mountain-bike.
En el ciclismo en ruta su debut como ciclista profesional se produjo en el 2003 con el equipo Relax-Fuenlabrada, donde militaría durante dos años.
En 2004 pasó a la estructura del L. A. Aluminios, equipo portugués que a partir de 2007 sería renombrado como Liberty Seguros Continental por un cambio de patrocinador. En esa primera temporada con la nueva denominación ganó una etapa de la Vuelta a Portugal, así como la Clásica de los Puertos.
En 2008 volvió a ganar una etapa en la Vuelta a Portugal, al imponerse en la última contrarreloj, finalizando además segundo en la clasificación general de la principal carrera lusa. Ese año se adjudicó asimismo la portuguesa Vuelta al Alentejo y el Gran Premio de Llodio.
En 2009 se adjudicó el Trofeo Joaquim Agostinho, donde también obtuvo dos triunfos parciales; el corredor ya había ganado ese año en Portugal con su victoria en una etapa de la Vuelta al Alentejo. Esa temporada logró también éxitos en España: ganó una etapa de la Vuelta a Asturias, y también se impuso en la Vuelta a la Comunidad de Madrid donde además de la general se llevó un triunfo de etapa.
Sin embargo, el 18 de septiembre de 2009 se hizo público su positivo por CERA en la Vuelta a Portugal, al igual que el de dos de sus compañeros del equipo Liberty Seguros Continental.
En septiembre del 2011 volvió a la competición, esta vez en el triatlón. En su primera competición internacional, el Desafió Doñana, se clasificó en tercera posición; pocas semanas después vencería en la Titan Sierra de Cádiz. Progresivamente pasó a participar en pruebas de formato más largo y también en triatlones off-road XTerra. Al año de estrenarse en esta especialidad, se proclamó vencedor de la clasificación general del Xterra Europa Tour.
En 2013 volvió a competir en ciclismo de carretera compaginándolo con el triatlón. Cuatro años después del parón, pero esta vez en la categoría de Master, una categoría amateur donde compiten ciclistas que compaginan sus trabajos con las pocas horas libres que tienen para entrenar. Ese año gana la Vuelta Murcia, la Vuelta Navarra y la Vuelta a Talavera. Decidió cambiar al triatlón definitivamente.
Durante el 2015, venció en Triatlón de Lisboa y su victoria más importante a nivel internacional, Gerarmerd XL.
El 27 de septiembre de 2015 ganó la primera edición del triatlón larga distancia, 'Madrid Km 0', el primer triatlón de distancia ironman que se celebró en la Comunidad de Madrid. Esta victoria fue muy importante para su carrera deportiva ya que puso un punto de inflexión grande con su pasado, ya que no había control antidopaje, y debido a su pasado relacionado con el dopaje, todos los participantes pensaron que había competido bajo los efectos de sustancias químicas prohibidas.

## Palmarés
2005
- 1 etapa del GP Gondomar

2007
- Volta Tras os Montes más 1 etapa
- 1 etapa de la Vuelta a Portugal
- 2 general Vuelta a Portugal
- Clásica de los Puertos
- 4 Poito Charentes

2008
- G.P. Llodio
- Vuelta al Alentejo, más 1 etapa
- Volta Terra de Vinos, más 1 etapa
- 1 etapa de la Vuelta a Portugal
- GP Gondomar, más 1 etapa
- Memorial Isabel Clavero

2009
- 1 etapa de la Vuelta al Alentejo
- 1 etapa de la Vuelta a Asturias
- Trofeo Joaquim Agostinho, más 2 etapas
- Vuelta a la Comunidad de Madrid, más 1 etapa
- 1 etapa de Vuelta a Portugal 2009

2011
- 1  Triatlón Titan de Cádiz
- 3 Desafío de Doñana

2012
- 1 Triatlón de Sevilla
- 1 Iberman Half
- 2 Triatlón de Riaza
- 6 XTERRA de Suiza Profesional

2013
- 1 Europe Tour 2013 XTERRA (pro)
- Subcampeón de Europa Xterra (Pro)
- 4 podiums en pruebas del Europa Tour
- Subcampeón de España de Xterra

2014
- 4 70.3 México (Pro)
- 5 70.3 England (Pro)

2015
- 1 Triatlón Internacional de Lisboa
- 4 XTERRA Golega
- 1 Triatlón de Gerardmer XL
- 1 IM Km0

## Equipos
- Relax-Fuenlabrada (2003-2004)
- L.A. Aluminios (2005-2006)
- Liberty Seguros Continental (2007-2009)